# Maria Spiridonova
Pour les articles homonymes, voir Spiridonova.
Maria Alexandrovna Spiridonova (en russe : Мария Александровна Спиридонова), née le 16 octobre 1884 à Tambov et morte le 11 septembre 1941 à Orel, est une révolutionnaire russe d'inspiration populiste. En 1906, ayant récemment rejoint un groupe local de combat des socialistes-révolutionnaires dans sa ville natale, elle assassine le chef de la sécurité d'un district voisin, lequel s'était distingué dans la répression brutale des soulèvements paysans de l'année précédente. Les abus qu'elle subit par la police et la campagne de presse qui suit en sa faveur, lui valent une énorme popularité auprès des opposants au tsarisme dans tout l'empire et même à l'étranger.
Après avoir passé plus de 11 ans dans les bagnes sibériens (katorga), elle est libérée après la révolution de février 1917 et revient en Russie européenne en tant qu'héroïne des démunis, et en particulier des paysans. Selon G.D.H. Cole, elle peut être considérée, avec Alexandra Kollontaï, comme la seule figure féminine de tout premier plan sur la scène de la révolution russe, où elle conduit le nouveau parti des socialistes-révolutionnaires de gauche à se ranger d'abord du côté de Vladimir Lénine et des bolcheviks, puis à rompre avec eux.
À partir de 1918, Spiridonova subit la répression du gouvernement soviétique : elle est arrêtée à maintes reprises, emprisonnée, brièvement détenue dans un asile psychiatrique et envoyée en exil intérieur, avant d'être fusillée en 1941. Une campagne réussie est menée pour discréditer son nom et la dépeindre comme une extrémiste hystérique et mentalement dérangée, et elle est « forcée à l'oubli », soumise pratiquement à une sorte de damnatio memoriae par le régime communiste. En 1958, lors de la publication du quatrième volume de son ouvrage sur l'histoire de la pensée socialiste, G. D. H. Cole écrit qu'on ne savait rien de ce qui lui était arrivé après 1920. Vingt ans plus tard, Richard Stites (en) ne pouvait encore déterminer si sa mort avait eu lieu en 1937 ou en 1941. Ce n'est qu'après la fin du stalinisme et la chute de l'Union soviétique qu'il est devenu progressivement possible de reconstituer les dernières décennies de sa vie.

## Biographie

### Jeunesse

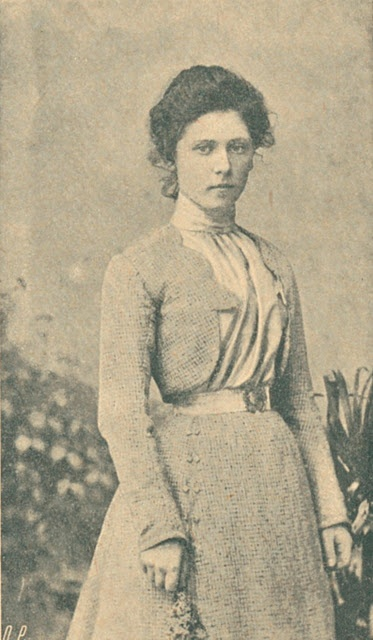
Photographie de jeunesse en studio.

Maria Spiridonova est née dans la ville de Tambov, située à environ 480 kilomètres au sud-sud-est de Moscou. Son père, un fonctionnaire de banque, était membre de la petite noblesse non héréditaire de l'Empire russe. Elle fréquente le gymnase local jusqu'en 1902, lorsque la mort de son père et une première attaque de tuberculose la poussent à quitter le gymnase. Elle étudie la dentisterie à Moscou pendant une courte période, avant de retourner à Tambov pour travailler comme greffière à l'Assemblée locale de la noblesse.
Elle s'implique rapidement dans l'activisme politique et est arrêtée lors des manifestations étudiantes de mars 1905. En septembre 1905, elle demande à être admise à un cours de formation pour « feldsher » (un professionnel de la santé similaire à un assistant médical) mais sa candidature est rejetée en raison de son dossier politique. Alors, elle rejoint le Parti des socialistes-révolutionnaires (SR) et devient une militante à plein temps d'un groupe de combat secret dans sa ville. Pendant cette période, elle noue une relation avec Vladimir Volski (en), un dirigeant local du parti.

### Assassinat de Loujenovski
Comme la plupart des SR, Spiridonova partageait la philosophie des Narodniki, les populistes russes, selon laquelle le terrorisme était une arme clé pour les révolutionnaires, et elle fut l’une des centaines de jeunes socialistes qui, dans les années qui suivirent la révolution de 1905, perpétrèrent des attaques contre les dirigeants de l’État russe jugés coupables de crimes graves contre le peuple et donc condamnés par les tribunaux révolutionnaires.
Elle se porte donc volontaire pour tenter d'assassiner Gavriil Loujenovski, chef de la sécurité du district de Borisoglebsk, une ville au sud-est de Tambov et dirigeant local de l'Union du peuple russe (la branche la plus importante des Cent-Noirs) : il était connu pour sa répression brutale des troubles paysans dans le district et le comité SR de Tambov avait « prononcé une condamnation à mort » contre lui. Par conséquent, elle traque Loujenovski pendant plusieurs jours, et tente finalement sa chance à la gare de Borisoglebsk le 16 janvier 1906. Déguisée en élève de lycée, elle tire plusieurs coups de revolver et atteint Loujenovski à cinq reprises. Il mourra le 10 février 1906.
Incapable de s'échapper, Spiridonova tente de se tirer une balle dans la tête mais elle est maîtrisée, brutalement battue et arrêtée par la garde cosaque de Loujenovski. Elle est ensuite traînée au commissariat de police local où elle est déshabillée, fouillée intimément, moquée par ses gardiens-bourreaux et puis interrogée et torturée pendant plus d'une demi-journée par deux fonctionnaires. Cette nuit-là, lors de son transfert en train vers Tambov, elle subit d’autres mauvais traitements et harcèlements sexuels, peut-être même un viol, de la part de l'un des deux, l'officier cosaque P.F. Avramov, qui était responsable du transfert.
Bien que l'assassinat de Loujenovski ne soit qu'un parmi des centaines d'épisodes similaires à l'époque, il suscite l'intérêt de la presse nationale grâce à un récit très intelligemment écrit que Spiridonova a réussi à faire sortir clandestinement de prison et devient une affaire nationale.
L'opinion publique progressiste en Russie avait traditionnellement tendance à regarder le terrorisme avec un certain degré de compréhension, car il était considéré comme une réaction naturelle contre l'autocratie. Par exemple, en 1878, un jury populaire avait fait sensation en acquittant la terroriste populiste Véra Zassoulitch, bien qu'elle eût plaidé coupable d'avoir gravement blessé le colonel Fiodor Trepov lors d'une tentative d'assassinat ratée. Dans le cas de Spiridonova, beaucoup étaient indignés par l'effroyable cruauté envers une prisonnière, d'autant plus qu'il s'agissait d'une jeune femme séduisante. Les cercles libéraux de toute la Russie condamnèrent les autorités de Tambov ; Spiridonova fut décrite comme « un être pur et virginal, une fleur de beauté spirituelle [...] [mise] entre les pattes hirsutes d'orangs-outans brutalement répulsifs, brutalement malveillants et brutalement salaces ».
Le 11 mars, Spiridonova, atteinte d'une nouvelle attaque de tuberculose, est jugée et condamnée à mort pour le meurtre de Loujenovski, mais le tribunal demande que la peine soit commuée en travaux forcés en Sibérie, compte tenu de sa mauvaise santé. Cette décision est approuvée le 20 mars,. La presse libérale poursuit sa campagne de soutien à Spiridonova. Le 2 avril, Avramov, celui qui l'avait interrogée au poste de police de Borisoglebsk et l'avait ensuite molestée dans le train, est assassiné par des terroristes, créant une nouvelle sensation.
Le résultat final de la campagne qui a suivi l'assassinat reussi de Loujenovski a conduit à la mythification de la figure de Spiridonova en héroïne-martyre et, presque, à sa sanctification en tant que sorte de Vierge des plèbes rurales opprimées. Et un véritable culte s'est répandu dans toute la Russie : les paysans de Tambov priaient pour sa santé, une famille paysanne de la province de Voronej gardait dans sa maison un portrait d'elle accroché dans un cadre d'icône, « C'est une sainte », avouait un marin, « je la prie toujours ». Il y eut même des manifestations de fanatisme, comme le suicide d'un étudiant de seize ans de Kiev après avoir appris la nouvelle de la condamnation de la femme dont il était tombé « follement » amoureux après avoir lu son histoire dans la presse

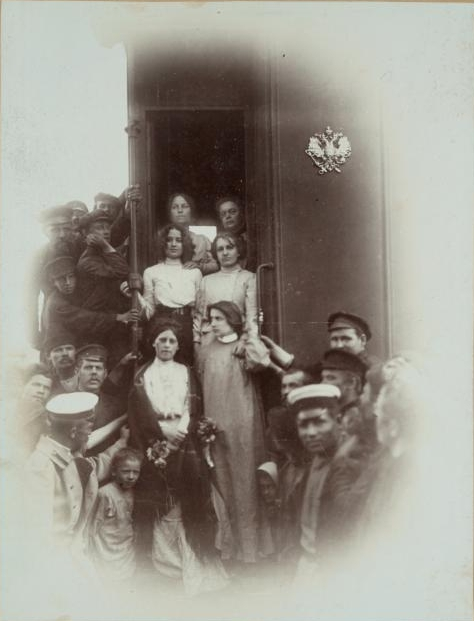
Les « Six » (Shesterka) photographiées à Omsk lors de leur « progrès triomphal » vers la Nertchinskaya katorga. Au premier rang en partant du bas à gauche : Spiridonova ; au deuxième rang, à droite : Izmaïlovitch. L'officier en uniforme, coiffé d'une casquette blanche, à gauche, sera radié des rangs à la suite de l'épisode.

### Emprisonnement en Sibérie
Pour purger sa peine, Spiridonova est envoyée en Sibérie en compagnie de cinq autres femmes terroristes SR condamnées, dont Anastasia Bitsenko et Alexandra Izmaïlovitch. Le groupe est parfois appelé les Shesterka (« Six »). À la suite de la campagne de presse, Spiridonova est la plus célèbre. En sus, elle est jeune, séduisante et d'origine russe (au moins quatre des autres sont juives, biélorusses ou ukrainiennes). Les Shesterka sont transportées par train de Moscou à la katorga de Nertchinsk, un système de bagnes en Transbaïkalie (à l'est du lac Baïkal et près de la frontière chinoise). Leur lent voyage dure environ un mois et se transforme en une sorte de « progrès triomphal » : le train est accueilli à chaque arrêt par des foules croissantes de sympathisants. À chaque fois, bien qu'elle souffre d'une grave récidive de tuberculose, Spiridonova se lève de son canapé, salue le public avec un sourire et répond patiemment à toutes les questions, exposant le programme politique des SR.
Spiridonova et ses compagnes purgent leur peine dans divers établissements de la katorga, le régime carcéral tendant à se dégrader avec le temps, mais ne se révélant jamais aussi extrême que dans « les régimes de punition et de mauvais traitements que les « politiques » enduraient ailleurs » (y compris les coups, les flagellations et l'isolement dans des cellules sombres et glaciales). Dans la katorga pour femmes de Maltsev, par exemple, « il n'y avait pas de travail obligatoire, seulement un isolement forcé du monde extérieur dans lequel chaque jour était comme le suivant et celui qui l'avait précédé ».
En 1908, parmi d'autres prisonnieres, arrive à Maltzev la jeune Ukrainienne Irina Kakhovskaïa (en), lointaine descendante du décembriste Piotr Kakhovski qui avait été pendu en 1826 pour avoir poignardé à mort le gouverneur de Saint-Pétersbourg. Elle devient amie avec Spiridonova et Alexandra Izmaïlovitch, une autre membre des Shesterka, et les trois se lient d'une profonde relation de sororité politique et d'affection personnelle qui durera tout le reste de leur vie et, dans le cas de Kakhovskaïa, même après la mort des deux autres.

### Révolution

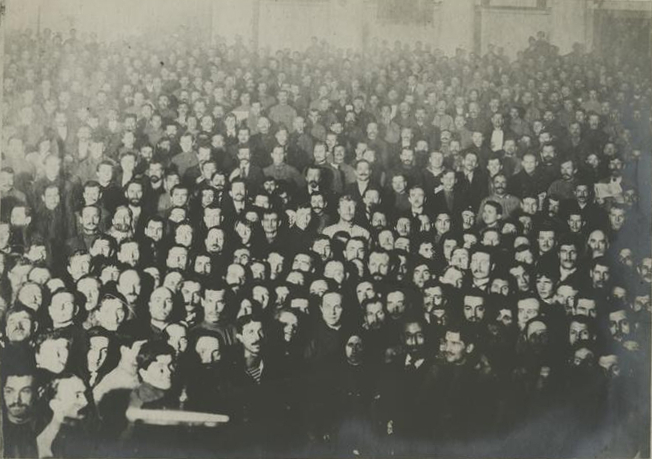
Ouverture de l'Assemblée constituante, le 5 janvier 1918. La petite silhouette de Spiridonova, au premier rang, mais dans l'ombre (dans cette édition de la photo), disparaît presque dans la masse masculine des députés SR de gauche qui l'entourent.

Libérée par la révolution de février 1917, elle participe à la révolution, et organise la destruction de prisons sibériennes. Maria Spiridonova fait partie de l'aile gauche des SR, qui, au lendemain de la Révolution d'Octobre, formera le Parti socialiste-révolutionnaire de gauche (SR de gauche).
Les SR de gauche sont partisans d'une coalition des différents socialistes, et d'un pouvoir des soviets et de l'Assemblée constituante. Ils acceptent d'entrer au gouvernement en décembre 1917.
Maria Spiridonova est nommée chef de la Section paysanne du Comité exécutif central du Soviet panrusse des députés des ouvriers, paysans et soldats (VTsIK) et devient ainsi une sorte de surintendante de la politique agraire du nouveau pouvoir. Plus tard elle est élue à l'Assemblée constituante (l'une des premières femmes parlementaires de l'histoire du pays), se présente comme présidente lors de la seule session de l'Assemblée avant sa dissolution par le VTsIK, mais est battue par le socialiste-révolutionnaire de centre Victor Tchernov.
De plus en plus critiques sur la politique des bolcheviks, les SR de gauche rompent leur coalition en mars 1918, puis se révoltent contre le pouvoir bolchevik en juillet 1918.

### Opposition contre les bolcheviks
Spiridonova et de nombreux autres dirigeants SR de gauche sont emprisonnés à Moscou, sa section paysanne du VTsIK est dissoute, et un nombre non divulgué d'autres membres du parti (plus de 200 selon Spiridonova elle-même) sont sommairement exécutés.

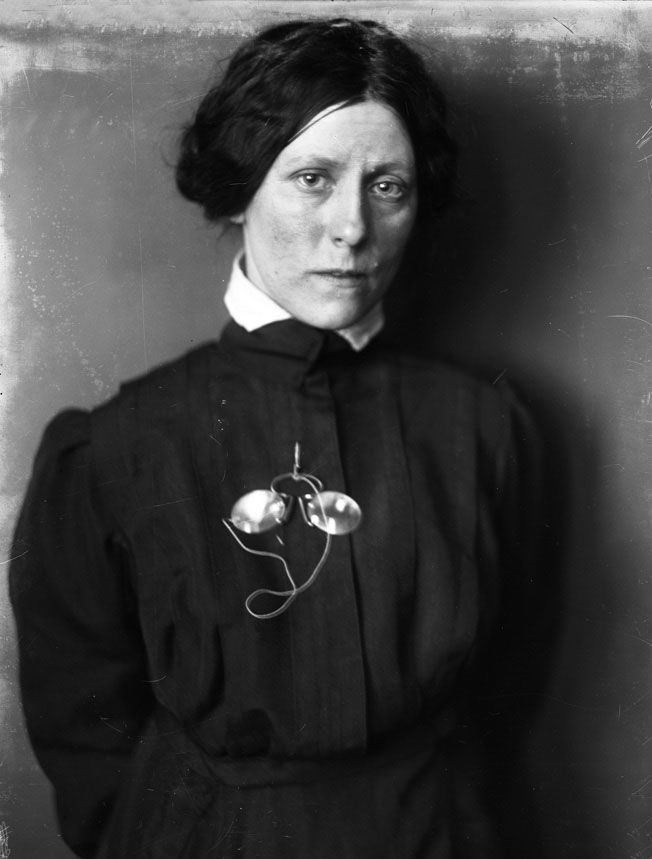
Maria Spiridonova.

Après avoir été détenue en prison pendant plusieurs mois, il est annoncé que Spiridonova doit être jugée le 1er décembre 1918, mais, afin d'éviter d'éventuelles émeutes, un procès secret est organisé le 27 novembre. Spiridonova est condamnée à un an de prison pour sa participation à la révolte SR de gauche mais la peine lui est remise le lendemain, en considération de ses mérites révolutionnaires.
Spiridonova devient alors la voix d'une faction radicale des SR de gauche opposée à tout compromis avec le régime « communiste » (comme les bolcheviks se qualifient désormais) et elle dénonce publiquement le gouvernement pour avoir trahi la révolution par ses politiques et ses actions. Malgré son refus clair de tout compromis, Spiridonova reste à l'écart de l'aile terroriste d'extrême gauche du parti, se concentrant plutôt sur l'idée de revitaliser le système des Soviets en opposition au gouvernement du Parti communiste par décrets bureaucratiques d'en haut.
En janvier 1919, après une dernière allocution enflammée devant la foule, Spiridonova est arrêtée par la Tchéka de Moscou. Elle est jugée encore une fois le 24 février 1919, avec l'ancien dirigeant « communiste de gauche » Nikolaï Boukharine comme seul témoin à charge. Boukharine accuse Spiridonova d'être mentalement malade et de représenter une menace pour la société dans l'atmosphère politique meurtrière de la guerre civile russe. Spiridonova est reconnue coupable et condamnée à un an d'incarcération dans un sanatorium psychiatrique, ce qui l'éloigne effectivement de la lutte politique ouverte.
Au lieu d'être admise au sanatorium, Spiridonova est en réalité enfermée dans une petite cellule de détention à l'intérieur d'une caserne militaire du Kremlin, où sa santé déjà fragile se détériore rapidement. Des militants SR de gauche organisent son évasion le 2 avril 1919. Spiridonova vit ensuite dans la clandestinité à Moscou en tant que paysanne sous le pseudonyme d'Onoufrieva.
Elle est à nouveau arrêtée 19 mois plus tard, atteinte du typhus et souffrant d'un trouble nerveux non spécifié. C'était là, « la nuit du 26 octobre 1920, exactement trois ans après la victoire de la Révolution d'octobre ». Cette fois, les autorités communistes se montrent plus compréhensives que d'habitude : étant donné sa santé extrêmement mauvaise, Spiridonova est d'abord placée en résidence surveillée. Son ancienne compagne de prison Alexandra Izmaïlovitch est transférée de la prison de la Boutyrka et chargée de s'occuper d'elle, auprès du co-dirigeant du parti, Boris Kamkov, alors peut-être également le partenaire romantique de Spiridonova. Kamkov était avec elle au moment de son arrestation et fut autorisé à rester à ses côtés pendant les quatre mois suivants. Elle fut ensuite transférée dans un établissement médical de la Tchéka, puis enfermée dans un hôpital psychiatrique pénitentiaire.
Elle est finalement relâchée le 18 novembre 1921 sous la responsabilité de deux camarades SR de gauche, à condition qu'elle cesse toute activité politique. L'historien Alexander Rabinowitch commente qu'il n'y a aucune preuve qu'elle ait jamais violé cette condition. La vie politique active de Spiridonova était terminée.

### Persécution, mort et héritage
Malgré son retrait de la politique active, elle est de nouveau arrêtée le 16 mai 1923. À l'époque, un grand nombre de dirigeants socialistes et libéraux modérés (y compris les deux socialistes-révolutionnaires de gauche à qui Spiridonova avait été confiée) furent autorisés ou obligés d'émigrer vers l'Ouest dans les bateaux dits « des philosophes ». Néanmoins, elle est accusée d'avoir « préparé sa fuite à l'étranger » et condamnée à trois ans d'exil administratif, une peine qui fut prolongée à maintes reprises.

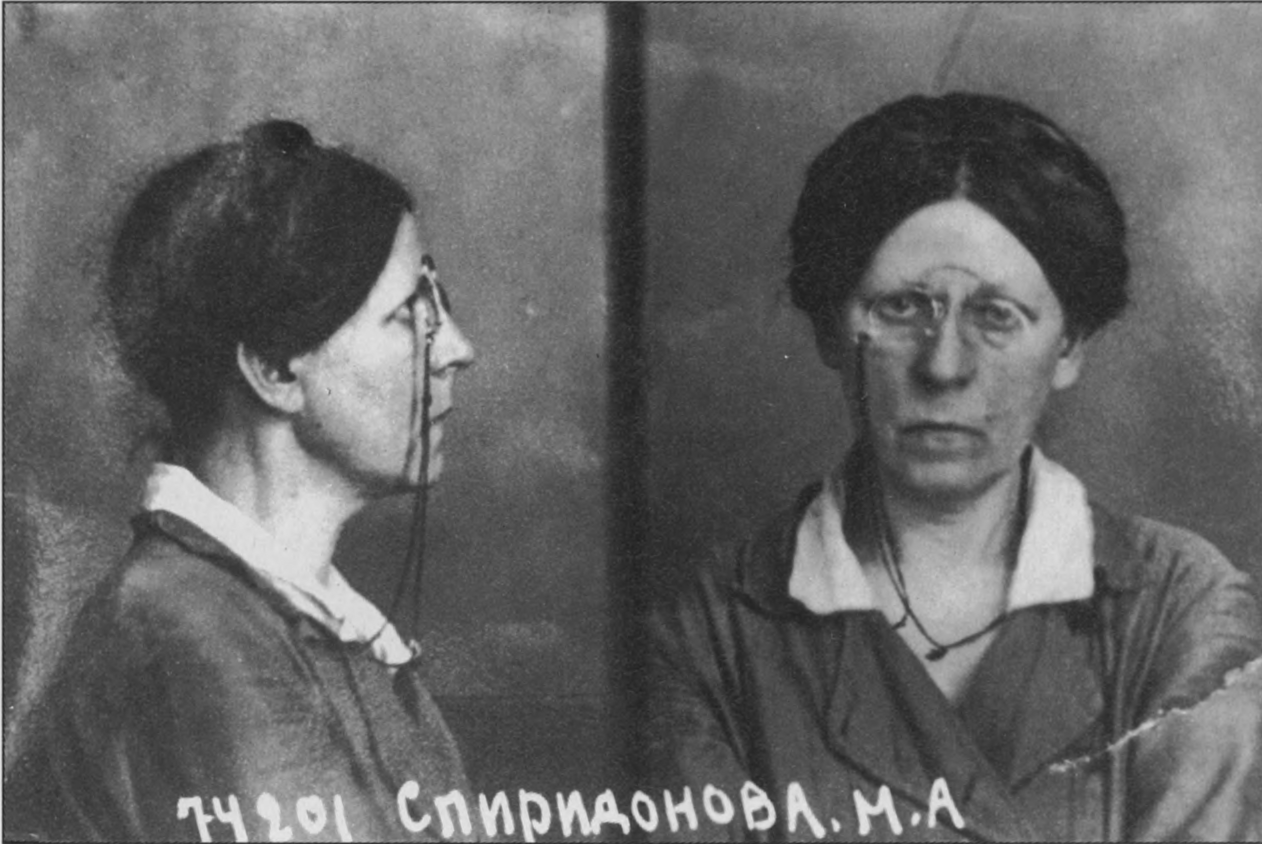
Photo d'identité judiciaire pendant les persécutions staliniennes.

Elle passe donc le reste des années 1920 à Kalouga (1923-1925), Samarcande (1925-1928) et Tachkent (1928-1930). En 1930, après la consolidation du pouvoir de Joseph Staline, Spiridonova est encore une fois arrêtée. Accusée d'avoir maintenu des contacts à l'étranger, elle est condamnée à trois années supplémentaires d'exil administratif (prolongées deux fois), à purger à Oufa, capitale de la République de Bachkirie.
Elle vit avec Alexandra Izmaïlovitch pendant toute la période d'exil, tandis que l'autre compagne de prison Irina Kakhovskaïa (en) les rejoint aussi souvent et aussi longtemps qu'elle y est autorisée. Au milieu des années 1920, Spiridonova avait en outre épousé un compagnon d'exil Ilia Maïorov (ru), dirigeant SR de gauche d'origine paysanne et ancien commissaire adjoint du peuple à l'Agriculture.
En 1937, Spiridonova est arrêtée pour la énième fois avec plusieurs anciens camarades du parti, dont son mari, son beau-fils adolescent, son beau-père invalide, Alexandra Izmaïlovitch, Irina Kakhovskaïa et la tante âgée de cette dernière. Le groupe est accusé d'avoir comploté pour créer un centre contre-révolutionnaire unifié et pour assassiner les dirigeants communistes bachkirs. Spiridonova subit des interrogatoires cruels en prison à Oufa et à Moscou pendant plusieurs mois, sans admettre aucune culpabilité, bien qu'une confession ait été extorquée à son mari.
En novembre 1937, depuis sa cellule, elle écrit une longue lettre à la 4e section de la Direction générale de la sécurité d'État (GUGB) au sein du Commissariat du peuple aux Affaires intérieures (NKVD), protestant contre le traitement carcéral qui lui a été infligé, contestant la régularité de la procédure judiciaire et rejetant méticuleusement chaque accusation, d'autant plus qu'entre-temps, l'ensemble de la direction communiste de Bachkirie avait également été arrêtée. La lettre proclame qu'elle soutient pleinement la construction du socialisme et reconnaît sans réserve la direction communiste, dont les résultats se sont avérés meilleurs que ceux qu'elle aurait pu obtenir elle-même. Elle conclut cependant ce qui sera plus tard appelé son « dernier testament » et qu’elle n'avait écrit que dans l’espoir de sauver la vie de ses camarades, en osant une note significative de critique politique à l'égard du régime, allant même jusqu'à évoquer directement le nom de Staline : une harangue passionnée contre la peine capitale, abolie à deux reprises au lendemain des révolutions de Février et d’Octobre et rétablie à chaque fois par les gouvernements suivants malgré les protestations véhémentes des socialistes-révolutionnaires de gauche, ces terroristes bizarres et idéalistes, prêts à assassiner, mais également horrifiés par l'application de la peine de mort par un État qui se voulait civilisé :
« 
Je ne suis pas d’accord avec le fait que la peine de mort soit toujours en vigueur dans notre système. Aujourd’hui, l’État est suffisamment puissant pour construire le socialisme sans recourir à la peine de mort et ne devrait pas inclure une telle loi dans ses lois. [...] Les meilleures pensées de l’humanité et le travail passionné des cœurs et des esprits pendant des siècles ont vu dans l’élimination de cette institution un couronnement. La hache, la guillotine, la corde, la balle et la chaise électrique sont représentatives du Moyen Âge. [...]
Il est admissible et nécessaire de tuer dans une guerre civile alors que l'on protège les droits de la révolution et de la classe ouvrière, mais seulement s'il n’y a pas d’autres moyens à portée de main pour défendre la révolution. Mais quand il existe des moyens de défense aussi puissants que les nôtres, la peine capitale devient une institution du mal, qui corrompt de mille façons ceux qui l’utilisent.
Je pense constamment à la psychologie de milliers de gens, à ceux qui s’occupent des questions techniques, aux bourreaux, aux membres des pelotons d’exécution, à ceux qui conduisent les condamnés à mort, au peloton de soldats qui tirent dans la pénombre sur le prisonnier ligoté, sans défense et à moitié fou. Cela ne devrait jamais, jamais être permis dans notre pays. Nous avons des pommiers en fleurs dans notre pays, nous avons [...] la science, l’art, la beauté, nous avons les livres, une éducation et une santé universelles, nous avons le soleil et des enfants à élever, nous avons la vérité. Et avec tout cela, nous avons cet immense coin où des actes cruels et sanglants sont commis. À propos de cette question, je pense souvent à Staline, qui est, après tout, un homme intelligent, apparemment intéressé à la transformation des objets et des cœurs. Comment se fait-il qu’il ne voit pas que la peine de mort doit être abolie ?! Vous avez commencé à utiliser cette peine de mort avec nous, les socialistes-révolutionnaires de gauche, et vous devez y mettre fin avec nous, en limitant son application à ma personne, qui, comme vous l’affirmez, n’a pas été désarmée. Mais vous devez mettre fin à la peine de mort. [...]
 »
— Maria Spiridonova, lettre à la 4e section du GUPB – NKVD – URSS, Moscou, 13 novembre 1937 (11. 98–99)
Le 7 janvier 1938, elle est finalement condamnée à 25 ans de prison par le Collège militaire de la Cour suprême. Après une grève de la faim, elle est détenue en isolement à la prison d'Orel. Le 11 septembre 1941, alors que les troupes allemandes s'approchaient de la zone de la prison, Spiridonova, Izmaïlovitch, Maïorov et plus de 150 autres prisonniers politiques (parmi lesquels Christian Rakovski et Olga Kameneva) sont exécutés sur ordre de Staline dans la forêt Medvedevsky, non loin de la prison et enterrés secrètement quelque part là-bas.
Malgré les efforts de Kakhovskaïa après le XXe congrès du Parti communiste de l'Union soviétique de 1956, « ce n'est qu'en 1990 que les accusations de 1941 contre Spiridonova ont été annulées [...] Finalement, en 1992, [elle] a été exonérée des accusations pour lesquelles elle avait été emprisonnée et exilée à partir de 1918, et a été entièrement réhabilitée » par la fédération de Russie.
Le lieu exact de sépulture des victimes de la forêt Medvedevsky n'a jamais été retrouvé.